# J.J. Hardy
James Jerry Hardy, detto J.J (Tucson, 19 agosto 1982), è un giocatore di baseball statunitense.
In carriera ha giocato per i Milwaukee Brewers e i Minnesota Twins mentre dal 2011 al 2017 ha giocato nelle file dei Baltimore Orioles.

## Carriera

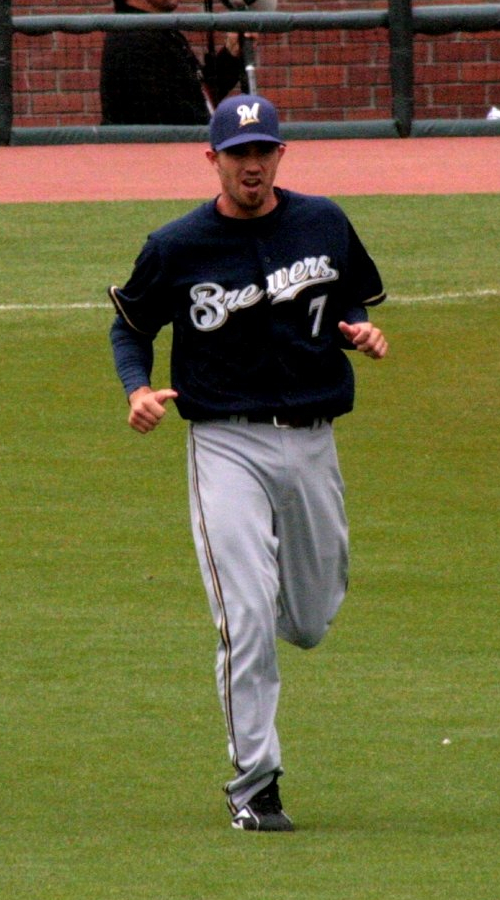
J.J. con la maglia dei Brewers nel 2007.

### Milwaukee Brewers
Proveniente dalla città di Tucson nello Stato dell'Arizona, "J. J." Hardy iniziò la propria carriera professionistica tramite la selezione al secondo turno del draft 2001 della Major League Baseball dai Milwaukee Brewers che lo prelevarono direttamente dalla Sabino High School di Tucson.
Dopo una carriera di quattro anni trascorsa nelle varie leghe minori della Minor League Baseball, debuttò nella MLB il 4 aprile 2005, al PNC Park di Pittsburgh contro i Pittsburgh Pirates.
Nonostante un inizio non molto efficace chiuse la stagione con 9 fuoricampo, 50 punti battuti a casa (RBI) e 46 punti segnati con una media battuta di .247.
Nel 2006 un infortunio ha frenato l'utilizzo.
Nel 2007 chiuse la stagione con una media battuta di .277, 26 fuoricampo e 80 RBI ottenendo la sua prima convocazione all'All-Star Game svoltosi a San Francisco.
Chiuse la stagione 2008 con 24 fuoricampo e 74 RBI, mentre nel 2009 a causa di vari problemi fisici chiuse la stagione sottotono con 11 fuoricampo e 47 RBI.

### Minnesota Twins
Il 6 novembre 2009, Hardy venne scambiato con Carlos Gómez, e si trasferì a Minneapolis dove giocò un anno per i Minnesota Twins.
La stagione 2010 però si confermò di basso profilo per Hardy, che per tutta la stagione girovagò fra la MLB e il Triplo AAA (con i Nashville Sounds) chiudendo la stagione regolare della MLB con poco più di cento presenze e 6 fuoricampo.

### Baltimore Orioles
Il 9 dicembre 2010, i Twins scambiarono J.J. Hardy e Brendan Harris con i Baltimore Orioles per Jim Hoey e il giocatore di minor league Brett Jacobson. Chiuse la stagione 2011 con 30 fuoricampo, 80 RBI e una media battuta di .269.
Nella stagione 2012 è stato premiato per le sue capacità difensive con il Guanto d'oro per il miglior interbase della American League terminando la stagione regolare con 22 fuoricampo e 85 punti messi a segno.
Divenne free agent a fine stagione 2017.

## Premi e riconoscimenti
- All-Star Game: 2

2007, 2013
- Guanto d'oro: 3

2012, 2013, 2014
- Silver Slugger Award: 1

2013
- Giocatore della settimana: 2

NL: 6 luglio 2008
AL: 14 agosto 2011